# Циліндр Венельта

Циліндр Венельта гує для керування інтенсивністю електронного пучка і працює аналогічно електростатичній збиральній лінзі

Цилі́ндр Ве́нельта (або ве́нельт) — циліндричний електрод в електронних гарматах (електронних прожекторах), які використовують термоелектронний або автоемісійний механізм емісії електронів із катода, що дозволяє змінювати інтенсивність електронного пучка в електронно-променевих приладах зміною потенціалу.
Використовується для попереднього фокусування електронного пучка та керування його інтенсивністю.
Названо на честь німецького фізика Артура Венельта, який винайшов його у 1902—1903 роках.

## Будова
Циліндр Венельта має вигляд порожнього стакана, всередині якого поміщено катод, що випускає електрони. У центрі дна стакана зроблено наскрізний круглий отвір діаметром зазвичай від 200 до 1200 мкм (цей отвір також називають апертурою або діафрагмою).
Іноді дно циліндра виготовляють із тугоплавкого металу, наприклад, платинової або танталової фольги[джерело?].

## Принцип дії

Циліндр Венельта в електронно-променевій гарматі осцилографічної трубки або кінескопа:
1 — катод прямого розжарення;
2 — венельт;
3 — прискорювальний електрод (анод); — джерело напруги розжарення;
— напруга на модуляторі (венельті); — прискорювальна анодна напруга.

Інтенсивністю електронного пучка, що виходить з електронного прожектора, керують, змінюючи напругу на венельті відносно катода прямого розжарення. За збільшення потенціалу венельта відносно катода струм пучка електронів зростає, за зниження потенціалу венельта відносно потенціалу катода — електронний потік знижується.
Якщо напруга між венельтом і катодом від'ємна, то на деякій відстані поза стаканом відбувається фокусування електронного пучка (див. рисунок).
За деякої достатньо високої від'ємної напруги на венельті (від десятків до кількох сотень вольт) потік електронів стає рівним нулю — явище замикання електронної гармати.

## Застосування
Циліндр Венельта застосовують в електронних гарматах різних електронно-променевих приладів, електронних мікроскопах, рентгенівських трубках та в інших випадках, де необхідний тонкий, добре сфокусований пучок електронів, і потрібно керувати його інтенсивністю. Наприклад, у кінескопах і осцилографічних електронно-променевих трубках, індикаторних електронно-променевих трубках він слугує для керування яскравістю світного сліду, що формується на люмінофорному екрані. У цих приладах венельт часто називають модулятором, іноді — керувальним електродом електронної гармати.